# NGC 6108
NGC 6108 est une vaste galaxie spirale barrée située dans la constellation de la Couronne boréale. Sa vitesse par rapport au fond diffus cosmologique est de 9 346 ± 5 km/s, ce qui correspond à une distance de Hubble de 137,8 ± 9,7 Mpc (∼449 millions d'al). NGC 6108 a été découverte par l'astronome français Édouard Stephan en 1880.
En raison d'une brillance de surface égale à 14,50 mag/am2, on peut qualifier NGC 6108 de galaxie à faible brillance de surface (LSB en anglais pour low surface brightness). Les galaxies LSB sont des galaxies diffuses (D) avec une brillance de surface inférieure de moins d'une magnitude à celle du ciel nocturne ambiant.
NGC 6108 une galaxie active (AGN). Selon la base de données Simbad, NGC 6108 est une galaxie LINER, c'est-à-dire une galaxie dont le noyau présente un spectre d'émission caractérisé par de larges raies d'atomes faiblement ionisés.